# Study for a windmill

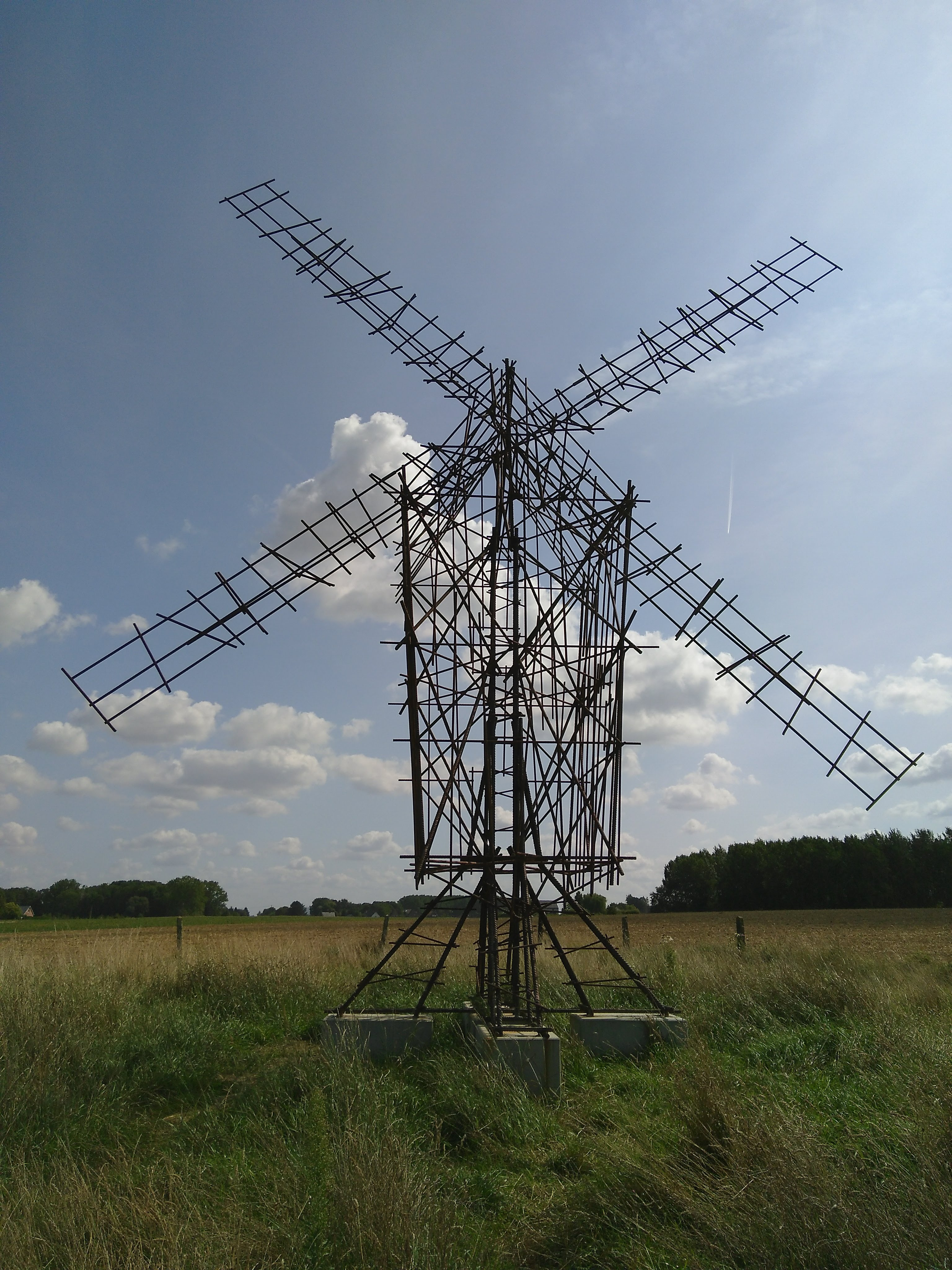
Study for a windmill

Study for a windmill is een installatie uit 2019 naar een ontwerp van het Belgisch architectenduo Gijs Van Vaerenbergh. Deze installatie werd geplaatst in Dilbeek naar aanleiding van het Bruegeljaar en in het kader van een openluchttentoonstelling ‘De Blik van Bruegel’.

## Over

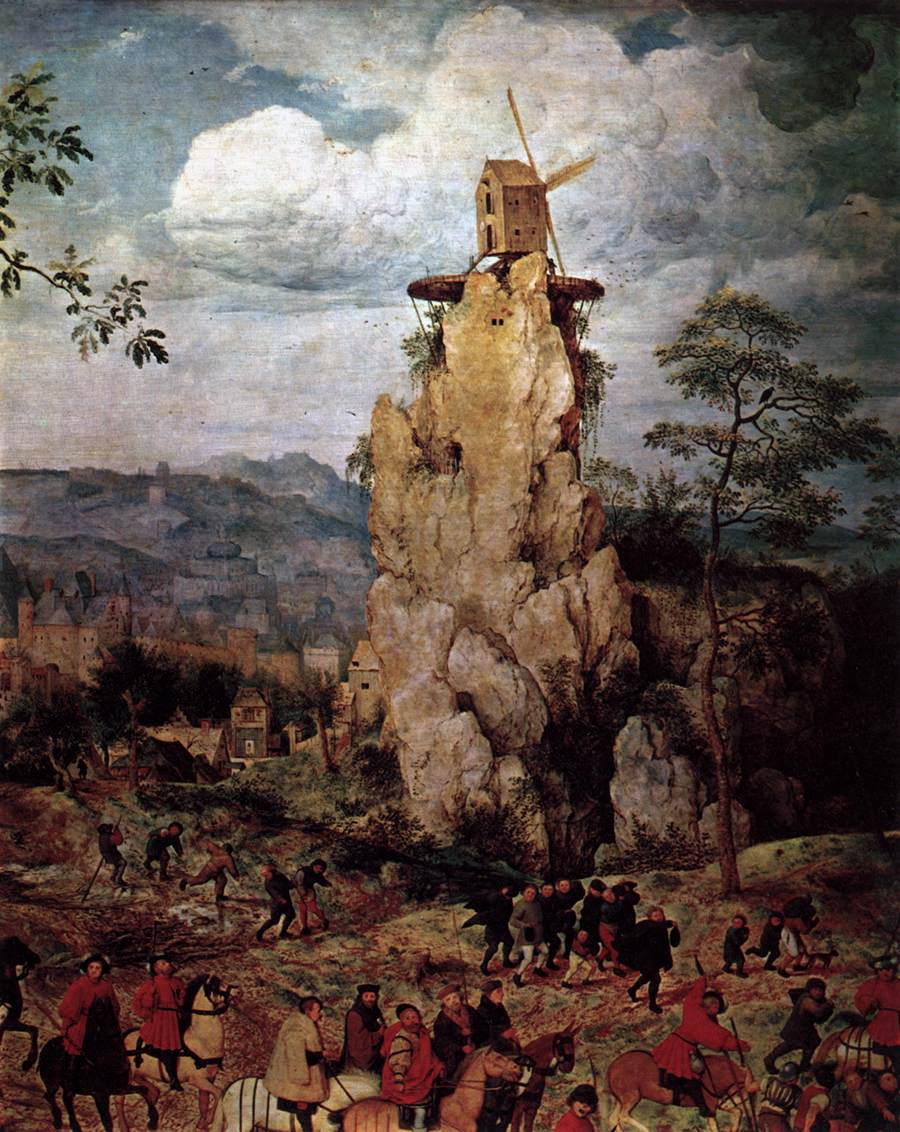
Detail uit de kruisdraging

Het architectenduo Gijs Van Vaerenbergh plaatste een windmolen op een open plek in het Pajotse landschap. Deze schematisch, doorzichtige constructie in wapeningsstaal is een architecturale sculptuur die eerder lijkt op een ontwerp.  Doordat de constructie transparant is herschikken de lijnen zich voortdurend, afhankelijk van hoe de sculptuur bekeken wordt door de toeschouwer. Hierdoor tekent de molen zich als het ware grafisch af ten opzichte van de lucht. Dit lijnenspel gevormd door de sculptuur refereert naar de tekeningen in de ontwerpfase.

### Inspiratie voor het werk
De inspiratie voor dit werk is het schilderij De Kruisdraging van Bruegel uit 1564. Bruegel staat erom bekend dat hij bij het maken van zijn tekeningen en schilderijen beroep deed op een verzameling of archief van losse elementen: studies, details, ...  Gijs Van Vaerenbergh doet hetzelfde, maar dan in de omgekeerde richting. Ze vertrekken van de staakmolen in De kruisdraging en plaatsen het terug in Dilbeek. Windmolens waren in het Middeleeuwse landschap en maatschappij opvallende symbolen van de macht: boeren die er hun graan tot bloem lieten vermalen moesten er belastingen betalen. Bruegel gebruikt de windmolen niet enkel als symbool in zijn schilderijen maar ook op perspectief en diepte te creëren.